# Гонсалес, Хоан
Хоан Гонсалес Каньельяс (исп. Joan Gonzalez Cañellas; род. 1 февраля 2002, Барселона, Испания) — испанский футболист, полузащитник клуба «Лечче».

## Карьера
Гонсалес — воспитанник клубов «Корнелья», «Барселона» и итальянского «Лечче». 5 августа 2022 года в поединке Кубка Италии против «Читтаделлы» Жоан дебютировал за основной состав последнего. 13 августа в матче против миланского «Интера» он дебютировал в итальянской Серии A. В поединке против «Монцы» Жоан забил свой первый гол за «Лечче».